# Sarah Jones
Sarah Jones (Winter Springs, Florida; 17 de julio de 1986) es una actriz estadounidense que es conocida por interpretar a la detective Rebecca Madsen en la serie de televisión Alcatraz.

## Carrera
Empezó su carrera en el 2004 interpretando pequeños papeles en diferentes series de televisión. En el 2006 interpretó su primera película para televisión, y en el 2006 – 2007 su primera participación prolongada en una serie de televisión, Big Love. 
En los últimos años ha tenido pequeños papeles en diferentes series más conocidas, como Sons of Anarchy, House M. D. y Justified.
Finalmente, en el 2012 protagonizó la nueva serie de J. J. Abrams, Alcatraz, junto con otros actores como Jorge García y Sam Neill, donde interpreta a una joven detective de San Francisco que se ve envuelta en una serie de extraños acontecimientos relacionados con los presos de la antigua prisión de Alcatraz.
En la actualidad interpreta a Mia Rizzo en la serie Vegas.

## Premios y nominaciones
En el 2007 ganó el premio ‘’Spirit of the Independent’’ en el Festival Internacional de Fort Lauderdale al mejor elenco de actores por la película Still Green.

## Filmografía
Televisión
- (2004) Medical Investigation. Episodio Little Girl
- (2005) Cold Case. Episodio Revolution
- (2005) Judging Amy. Episodio The New Normal
- (2006) Huff. Episodios Used, Abused and Unenthused, Bethless, Tapping the Squid y Black Shadows
- (2006) Ugly Betty. Episodio The Box and the Bunny
- (2006 - 2007) Big Love. 9 episodios en total.
- (2007) The Wedding Bells. Episodios For Whom the Bells Toll, Wedding from Hell, Partly Cloudy, with a Chance of Disaster y The Fantasy
- (2008) The Riches. Episodios Trust Never Sleeps, Dead Calm y The Lying King
- (2009) Sons of Anarchy. Polly Zobelle. Episodios Albification, Smite, Falx Cerebri, Potlach, The Culling y Na Triobloidi
- (2010) House. Episodio Knight Fall
- (2010) Lone Star. Episodios  One in Every Family y Unveiled
- (2011) Justified. Episodio The Life Inside
- (2012) Vegas personaje: "Mia Rizzo".
- (2012) Alcatraz. Personaje principal.
- (2016) The Path. Personaje secundario.
- (2017) Damnation. Personaje principal.
- (2019) For All Mankind. Tracy Stevens. Personaje principal. Temporadas 1 y 2.

Cine
- (2006) Sixty Minute Man
- (2007) Murder 101
- (2007) Cain and Abel
- (2007) The Blue Hour
- (2007) Still Green
- (2008) Dead Line
- (2009) Loves Takes Wing
- (2009) Love Finds a Home
- (2011) Red & Blue Marbles
- (2011) 2ND Take
- (2013) Mr. Jones
- (2025) The Last Rodeo[1]

Otros
- (2009) Making Still Green, documental del rodaje de Still Green.